# Phyllachora canarii
Phyllachora canarii är en svampart som beskrevs av Henn. 1908. Phyllachora canarii ingår i släktet Phyllachora och familjen Phyllachoraceae.   Inga underarter finns listade i Catalogue of Life.